# Христо Хаджидимитров
Христо Хаджидимитров или Христо хаджи Димитър или Ристе Аджидимитров (на гръцки: Χρήστος Χατζηδημητρίου, Христос Хадзидимитриу) е гръцки общественик, деец на Ениджевардарската гръцка община и гръцкия революционен комитет. Считан е за най-богатият търговец в града, както и за „стълб на елинизма и православието“ от гръцка страна.

## Биография
Роден е през 1847 година в Енидже Вардар, тогава в Османската империя, днес Яница в Гърция. Има брат Никола и сестра Магдалена, а по-късно през 1882 година осиновява сам две деца – Елена и Траян.
Първата градска православна църква „Успение Богородично“ е построена през 1860 година върху семеен имот на Хаджидимитрови и се намира между Божковата къща на юг, на изток се намира пътят, на запад са къщите на Стоян Кусиколчев (Κουσε-Κόλτσε Στουγιαv) и на Георче Димче (Γεωργίου Δίμτσε), а на север тази на Васил Кърджа (Βασιλείου Κιρίτς).
Христо Хаджидимитров се замогва с търговия и е дългогодишен ръководител на православната партия в града. Когато тя започва да се цепи оглавява гръцката пропаганда в Енидже Вардар и е член на Ениджевардарската гръцка община. Започва да води борба срещу униатското движение в града и през 1888 година подписва писмо против епископа на Македонския български апостолически викариат Лазар Младенов. Сестра му е женена за лекаря Манол Божков, който заедно с Никола Хаджидимитров, също като брат си агент от трети ред, подпомагат усилията му срещу екзархистите и униатите в града. През 1904 година оглавява една от двете враждуващи помежду си гръцки партии в града, които се борят за това къде да бъде построено ново училище.
Като приближен на османските власти, Христо Хаджидимитров издейства забрана българите от околността да работят в Ениджевардарското езеро. Заради засилващата се пропаганда след 1904 година и зачестилите убийства на български дейци в града е взето решение Христо Хаджидимитров да бъде убит от дейците на ВМОРО Иван Сърбов и Андон Топалов в местността „Гюпчинов дол“ в центъра на града. Това става на 17 юли 1905 година и според гръцките източници убийците са трима: Йован Келеш (Γιοβάν Κέλες), Кръсте Топал (Τοπάλ Κρίστε) и още един. Хаджидимитров е агент на гръцката пропаганда от трети ред.
Припознатият от него син Траян Хаджидимитров (1880 – 1933) е гръцки учител, а между 1917 и 1923 година с прекъсване е кмет на Енидже Вардар. Улицата, на която е убит Хаджидимитров е главна за града и на нея се намират кметството и други обекти.